# Dlhoňa
Dlhoňa és un poble i municipi d'Eslovàquia. Es troba a la regió de Prešov, al nord del país.

## Història
La primera referència escrita de la vila data del 1618.

## Demografia
| Godina             | 1994 | 2004   | 2014   | 2024    |
| ------------------ | ---- | ------ | ------ | ------- |
| Nombre de persones | 68   | 69     | 75     | 92      |
| Diferència         |      | +1,47% | +8,69% | +22,66% |

| Godina             | 2023 | 2024   |
| ------------------ | ---- | ------ |
| Nombre de persones | 89   | 92     |
| Diferència         |      | +3,37% |